# Javania exserta
Espèce
Statut CITES
Javania exserta est une espèce de coraux appartenant à la famille des Flabellidae.